# Lee Vining
Lee Vining (Chiamata anche Leevining, Poverty Flat o Lakeview) è un census-designated place nella Contea di Mono in California. Si trova a 21 miglia south-southeast di Bridgeport ad un'altezza di 6781 piedi (2067 m). Lee Vining è posta sulla riva sud-ovest del Lago Mono.
Al censimento dell'anno 2000 la popolazione era di 250 abitanti..Al precedente censimento del 1990 la popolazione era di 315 persone.

## Economia
L'economia di Lee Vining è basata largamente sul turismo dacché è la cittadina che si trova più vicina all'entrata del Parco nazionale di Yosemite. Altre destinazioni turistiche sono il Lago Mono e la Città fantasma di Bodie.

## Storia
La Città prese il nome da Leroy Vining che la fondò nel 1852 come campo per minatori. In origine il nome era "Lakeview" ma quando nel 1926 aprì l'ufficio postale si scoprì che esisteva già una cittadina con lo stesso nome in California. Il nome della città divenne quindi Lee Vining. La cittadina veniva chiamata anche Poverty flat a causa delle sfavorevoli condizioni per l'agricoltura.